# Magyar motokrosszbajnokság
A Magyar Motokrossz Bajnokság a Magyar Motorsport Szövetség szervezésében kerül megrendezésre minden évben. Ez a legnívósabb magyar pontvadászat a motokrossz szakágban.

## Magyar motokrosszbajnokok
| Év   | MX1            | MX2              | Junior Mx2/UMX   | 85cc                                  | 65cc             | 50cc "maxi"        | 50cc "mini"       | Women             |
| ---- | -------------- | ---------------- | ---------------- | ------------------------------------- | ---------------- | ------------------ | ----------------- | ----------------- |
| 2009 | Szvoboda Bence | Déczi Balázs     | Nagy Alex        | Pergel Márk, Pál Márkó                | Szondy Levente   | Bíró Bende         |                   |                   |
| 2010 | Borka János    | Hugyecz Erik     | Nagy Alex        | Szabó Márk, Lukács Kristóf            | Szlotta bendegúz | Tommaso Bertotto   |                   |                   |
| 2011 | Németh Kornél  | Szvoboda Bence   | Pál Márkó        | Balásy Csaba, Chetnicki Gabriel       | Bíró Bende       | Kovács Ádám Zsolt  |                   |                   |
| 2012 | Szőke Márk     | Szvoboda Bence   | Firtosvári Gábor | Rozgonyi Ákos, Tompa Róbert Krisztián | Bíró Bende       | Kovács Ádám Zsolt  |                   |                   |
| 2013 | Németh Kornél  | Szvoboda Bence   | Császár Tamás    | Kiss Márk, Bíró Bende                 | Harcsa Márk      | Liszka Roland      |                   |                   |
| 2014 | Németh Kornél  | Firtosvári Gábor | Varga Imre       | Kiss Márk                             | Jakob Kristóf    | Nikolics Boldizsár | Németh Bálint     |                   |
| 2015 | Szvoboda Bence | Hugyecz Erik     | Rozgonyi Ákos    | Klausz Norbert                        | Técsi László     | Zanócz Noel        | Travnev Iván Ákos |                   |
| 2016 | Szvoboda Bence | Varga Imre       | Varga Imre       | Jakob Kristóf                         | Marius Popovici  | Ifj. Paitz Miklós  | Osztotics Patrik  | Molnár Alexandra  |
| 2017 | Hugyecz Erik   | Varga Imre       | Kiss Márk        | Técsi László                          | Zanócz Noel      | Orlov Ferenc       |                   | Stefania Bancila  |
| 2018 | Szőke Márk     | Hugyecz Erik     | Klausz Norbert   | Técsi László                          | Grósz Gergő      | Katona Áron        | Horváth Gergő     | Molnár Alexandra  |
| 2019 | Szvoboda Bence | Varga Imre       | Harcsa Márk      | Técsi László                          | Horváth Ádám     | Katona Áron        | Paizs Doma        | Horváth Zsófi     |
| 2020 | Hugyecz Erik   | Jakob Kristóf    | Sallai Gábor     | Zanócz Noel                           | Katona Áron      | Horváth Gergő      | Paitz Olivér      | Horváth Zsófi     |
| 2021 | Hugyecz Erik   | Jakob Kristóf    |                  | Zanócz Noel                           | Katona Áron      |                    |                   |                   |
| 2022 | Varga Imre     | Técsi László     | Liszka Roland    | Németh Bálint                         | Horváth Gergő    | Paitz Olivér       | Takács Benett     | Gál Lili          |
| 2023 | Hugyecz Erik   | Pergel Bence     |                  | Szántó Alex                           | Horváth Gergő    | Matic Macek Jr.    | Elek Benjámin     | Nagy Vivien Alexa |
| 2024 | Pergel Bence   | Hugyecz Erik     |                  | Papp Kornél Oszkár                    | Peter Janci      | Sáfrán Péter       | Henzer Péter      | Tamás Lora        |

## Forrás
- Eredmények - MAMS | Magyar Motorsport Szövetség. mams.hu. (Hozzáférés: 2025. április 8.)